# Casearia quinduensis
Casearia quinduensis là một loài thực vật có hoa trong họ Liễu. Loài này được Tul. mô tả khoa học đầu tiên năm 1847.